# Крайко Олексій Іванович
Олексій Іванович Крайко (1911–1943) — червоноармієць Робітничо-селянської Червоної Армії, учасник німецько-радянської війни, Герой Радянського Союзу (1943).

## Біографія
Олексій Крайко народився 18 травня 1911 року в селі Рівнопілля (нині — в Пуховицькому районі Мінської області Білорусі). У 1941 році він був призваний на службу в Робітничо-селянську Червону Армію. З того ж року — на фронтах німецько-радянської війни. До березня 1943 року гвардії червоноармієць Олексій Крайко був стрільцем 78-го гвардійського стрілецького полку 25-ї гвардійської стрілецької дивізії 6 ї армії Південно-Західного фронту.
2 — 6 березня 1943 року Крайко в складі свого взводу, яким командував лейтенант Широнін, брав участь у відбитті контратак німецьких танкових і піхотних частин біля залізничного переїзду на південної околиці села Таранівка Зміёвского району Харківської області Української РСР. У тих боях він загинув. Похований в братській могилі на місці бою.
Указом Президії Верховної Ради СРСР від 18 травня 1943 року за «зразкове виконання бойових завдань командування на фронті боротьби з німецькими загарбниками і проявлені при цьому мужність і героїзм» гвардії сержант Олександр Сухін посмертно був удостоєний високого звання Героя Радянського Союзу. Також посмертно був нагороджений орденом Леніна.